# Annia Faustina

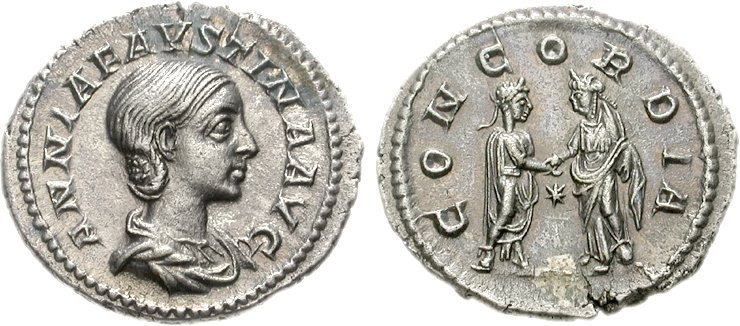
Denar der Annia Faustina

Annia Aurelia Faustina war die dritte Frau des römischen Kaisers Elagabal, der von 218 bis 222 regierte. Auf ihren Münzen wird sie Annia Faustina genannt; ihr voller Name Annia Aurelia Faustina ist nur inschriftlich bezeugt. Nachdem sie im Juli oder August 221 den damals siebzehnjährigen Elagabal geheiratet hatte, erhielt sie als Kaiserin den Titel Augusta.
Annia Faustina stammte von Claudius Severus und Annia Galeria Aurelia Faustina, der Tochter des Kaisers Mark Aurel, ab. Wahrscheinlich war sie eine Urenkelin Mark Aurels und seiner Gattin Annia Galeria Faustina, die als Faustina die Jüngere bekannt ist. Ihr Vater war wohl der Sohn des Claudius Severus, Tiberius Claudius Severus Proculus, der im Jahr 200 das ordentliche Konsulat bekleidete. In erster Ehe war sie mit Pomponius Bassus verheiratet, der im Jahr 211 ordentlicher Konsul war und später auf Befehl Elagabals hingerichtet wurde. Nachfahren, möglicherweise Enkel, des Pomponius Bassus und der Annia Faustina waren wahrscheinlich Pomponia Ummidia und der Konsul des Jahres 271, Pomponius Bassus. Der Ehemann Pomponius Bassus wurde beschuldigt, Maßnahmen des Kaisers kritisiert zu haben. Dies wurde als Hochverrat betrachtet. Das Todesurteil ließ Elagabal nachträglich vom Senat verhängen. Dabei verzichtete er auf die Angabe von Beweisen für den angeblichen Hochverrat und begründete dies damit, dass der Konsular bereits tot sei. Der zeitgenössische Geschichtsschreiber Cassius Dio behauptet, Elagabal habe den Tod des Bassus angeordnet, um Annia heiraten zu können, die „schön und von vornehmer Herkunft“ gewesen sei, und er habe ihr keine Trauer um ihren ersten Gatten erlaubt. Nach neueren Forschungsergebnissen fand die Hinrichtung jedoch sehr früh statt, schon bevor Elagabal, der im Mai 218 in Syrien zum Kaiser erhoben worden war, im Sommer 219 in Rom eintraf. Der wirkliche Grund für die Beseitigung des Bassus war somit nicht der erst später gefasste Heiratsplan des Kaisers. Vermutlich befürchtete Elagabal, Bassus könne aufgrund seiner Ehe mit einer Nachfahrin Mark Aurels Anspruch auf die Kaiserwürde erheben.
Zuvor war Elagabal in zweiter Ehe mit Iulia Aquilia Severa verheiratet gewesen. Da Aquilia vor dieser Ehe Vestalin gewesen war, hatte er einen schweren Verstoß gegen das römische Sakralrecht und die religiöse Tradition begangen, denn die Vestalinnen waren zur Bewahrung ihrer Jungfräulichkeit verpflichtet. Diese Heirat des Kaisers war ein Skandal schlimmsten Ausmaßes. Sie wirkte sich auf sein Ansehen in der Öffentlichkeit verheerend aus und verschlechterte sein auch aus anderen Gründen schwer gestörtes Verhältnis zum Senat dramatisch. Darin sah seine Großmutter Julia Maesa eine Gefahr für den Fortbestand der Dynastie. Daher bemühte sie sich um eine Entspannung. Auf ihr Drängen löste Elagabal seine anstößige Verbindung mit Aquilia im Juli oder August 221 auf und heiratete Annia Faustina. Ein Vorteil der neuen Ehe war, dass Annia wegen ihrer vornehmen Abstammung in der römischen Führungsschicht respektiert wurde. Ihre Erhebung zur neuen Kaiserin sollte einen Kurswechsel markieren und im Senat als positives Signal wahrgenommen werden. Durch ihre zweite Ehe wurde Annia fiktiv zur Mutter des künftigen Kaisers Severus Alexander, den Elagabal im Juni 221 adoptiert und zum Caesar erhoben  hatte; inschriftlich ist sie als „Mutter des Caesars“ bezeugt.
Der Versuch einer Besänftigung der aufgebrachten Römer durch die Ehe mit Annia scheiterte bald, denn Elagabal trennte sich schon gegen Ende 221 von ihr. Er kehrte zu Aquilia zurück und heiratete sie ein zweites Mal. Über Annias weiteres Schicksal ist nichts bekannt.
Das Aussehen Annias lässt sich nur ihren Münzbildnissen entnehmen. Es ist bisher nicht gelungen, ihr eine Rundplastik plausibel zuzuordnen.